# Saint-Just-la-Pendue
Saint-Just-la-Pendue är en kommun i departementet Loire i regionen Auvergne-Rhône-Alpes i centrala Frankrike. Kommunen ligger i kantonen Saint-Symphorien-de-Lay som tillhör arrondissementet Roanne. År 2022 hade Saint-Just-la-Pendue 1 644 invånare.

## Befolkningsutveckling
Antalet invånare i kommunen Saint-Just-la-Pendue
| Referens: INSEE |